# Batalha de São Mamede
A Batalha de São Mamede foi uma batalha travada a 24 de Junho de 1128 (Juliano) ou 1 de Julho de 1128 (Gregoriano) entre Afonso Henriques e as tropas dos barões portucalenses contra as tropas do Conde galego Fernão Peres de Trava, amante da sua mãe, condessa D. Teresa de Leão, que se tentava apoderar do governo do Condado Portucalense. As duas facções confrontaram-se no campo de São Mamede, em Guimarães ou na Veiga de Creixomil.

## Antecedentes
Quando o conde Henrique de Borgonha morreu, a 24 de abril de 1112, ficou Teresa de Leão a governar o condado, pois achava que este lhe pertencia por direito, mais do que a outrem, porque o seu pai lhe teria dado o território na altura do casamento. Associou ao governo o conde galego Bermudo Peres de Trava e o irmão Fernão Peres de Trava. A crescente influência dos condes galegos no governo do condado Portucalense levou à revolta de 1128.  Os revoltosos escolheram para seu líder Afonso Henriques, filho de Henrique de Borgonha e de Teresa de Leão.
Com a derrota, Teresa e Fernando Pérez abandonaram o governo do condado, que passaria a estar nas mãos do Infante e dos seus apoiantes, desagradando ao Bispo de Santiago de Compostela, Diego Gelmírez, que cobiçava o controlo das terras. Teresa desistiu assim das suas ambições de ser senhora de toda a Galiza. Existem rumores não confirmados de que teria sido aprisionada no castelo de Lanhoso.
Vale a pena transcrever alguns parágrafos dos Anais de Dom Afonso sobre esta batalha. Rei de Portugal (1185 - Santa Cruz de Coimbra). "No ano de 1166, no mês de junho, na festa de São João Batista, o ilustre Infante D. Afonso, filho do Conde D. Henrique e da Rainha D. Teresa, neto do grande Imperador da Hispânia, D. Afonso, com a ajuda do Senhor e pela misericórdia divina, e também graças ao esforço e persistência, mais do que à vontade e auxílio de parentes, tomou posse com punho forte do reino de Portugal. De fato, porque o seu pai, o Conde D. Henrique, havia morrido quando ele ainda era uma criança de dois ou três anos, certos indivíduos indignos e estrangeiros pretendiam tomar posse do reino de Portugal; a sua mãe, a Rainha D. Teresa, os favorecia, porque também queria, por orgulho, reinar em lugar do marido, e afastar o filho do governo do reino. Não querendo de modo algum suportar tão vergonhosa ofensa, pois já era maior de idade e de bom caráter, tendo reunido os seus amigos e os mais nobres de Portugal, que preferiam, de longe, ser governados por ele, do que por sua mãe ou por gente indigna e estrangeira. Travou uma batalha no Campo de São Mamede, perto de Guimarães e, tendo-os derrotado a todos, fugiram diante deles. Foi então que se apropriaram do principado e da monarquia do reino de Portugal".
O historiador português José Mattoso no seu livro "D. Afonso Henriques" (Tópicos e Debates) afirma que, segundo o relato mais conhecido do início do Reino de Portugal, escrito em 1678 pelo monge (Frey) António Brandão, a vitória da Batalha de São Mamede é atribuída aos nobres e não ao príncipe. Que este dependia da nobreza culta e rica do Condado Portucalense, como Soeiro Mendes, Egas Moniz de Riba Douro (o Aio), e que ao auxiliá-lo nas batalhas e emprestando-lhe vassalagem tinham a sua recompensa (terras, poder administrativo etc.). E também a igreja, a grande protagonista e o Arcebispo de Braga, |Paio Mendes. São Mamede foi o primeiro acto de movimento irreversível que explica, mais do que qualquer outro acontecimento, as razões da independência do Condado Portucalense como identidade política e que precedeu o reino português.

## Resultado
Com a derrota, Teresa de Leão e Fernão Peres abandonaram o governo condal, que ficou então nas mãos do infante e dos seus partidários, o que desagradou ao Bispo de Santiago de Compostela, Diogo Gelmires, que cobiçava o domínio das terras. Teresa de Leão desistia assim da ambição de ser senhora de Portugal. A crónicas registam que ficou prisioneira do filho, Há rumores, não confirmados, de que ela teria sido aprisionada no Castelo de Lanhoso. Há até quem relate as maldições que Teresa rogou ao seu filho Afonso Henriques.